# Đại Thế Chí Bồ Tát
Tên gọi của Bồ Tát theo truyền thống Đại Thừa là Vajrapani hay Đại Thế Chí Bồ Tát.
Ngài là một vị Bồ Tát nổi tiếng trong truyền thống Phật giáo Đại Thừa.
Vị Bồ Tát này nêu biểu cho uy dũng, cho sức mạnh vô song có thể giúp hành giả vượt qua mọi chướng ngại trên con đường thực hành Phật Pháp.
Ngài xuất hiện với rất nhiều vai trò như:
- Hộ pháp của Phật giáo nói chung (rõ nét trong Kim Cang Thừa) thường biết là Kim Cang Thủ.
- Là một trong tam thánh Tây Phương (rõ nét trong Đại Thừa, Tịnh Độ Tông) được biết là Đại Thế Chí Bồ Tát.
- Là hộ pháp của Thích Ca Mâu Ni
- Là tổ của Mật Tông (Đông Mật)